# Paul Murphy (Musiker)
Paul Murphy (* 25. Januar 1949 in Worcester (Massachusetts)) ist ein US-amerikanischer Schlagzeuger des Avantgarde Jazz und der Neuen Improvisationsmusik.

## Leben und Wirken
Paul Murphy wuchs in Washington, D.C. auf und hatte schon mit sieben Jahren Schlagzeugunterricht bei Gene Krupa und dann bei Louis Bellson. Im Alter von 16 Jahren spielte er Bebop mit dem Ellington-Bassisten Billy Taylor. 
Nachdem er vorwiegend mit lokalen Jazz- und Bluesmusikern der Washingtoner Szene gespielt hatte, zog er 1970 an die Westküste der USA. Dort arbeitete er in der Avantgarde-Szene der San Francisco Bay Area, besonders mit der Pianistin Mary Anne Driscoll und dem Tenorsaxophonisten Arthur Baron. Im Jahr 1974 hörte ihm Jimmy Lyons in Oakland und überzeugte ihn, nach New York zu ziehen. Murphy arbeitete dort als Geschäftsführer von Rashied Alis Loft-Club Ali's Alley. 
Im Sommer dieses Jahres wurde Murphy Mitglied der Band von Jimmy Lyons, mit dem er in den nächsten acht Jahren zusammenarbeiten sollte und auch auf Tourneen nach Europa ging. 1985 wirkte er auch an Lyons Black Saint Album Give it Up mit Enrico Rava mit. In dieser Zeit, die er in New York verbrachte, leitete Murphy auch ein eigenes Quintett mit dem Trompeter Dewey Johnson, dem Bassisten Jay Oliver, der Fagottspielerin Karen Borca und Mary Anne Driscoll. Er arbeitete in dieser Zeit außerdem mit so unterschiedlichen Musikern wie Larry Willis, Jaki Byard, Sun Ra und Eddie Gale. 
Der Tod von Jimmy Lyon 1986 verursachte einen vorübergehenden Abschied von der Jazzszene; Murphy arbeitete anderthalb Jahre als Bühnenmusiker in Las Vegas. Ende 1987 kehrte er in die Bay Area zurück und arbeitete dort mit Musikern wie Glen Spearman, William Parker, Raphe Malik, dem Violinisten India Cook oder Kash Killion. Mit seinem Trio Hurricane nahm er 1986 das Album Suite of Winds mit Spearman und Parker auf und spielte im Duo mit Larry Willis.
1990 zog Murphy zurück nach Washington, D.C., wo er an Aufnahmen für das Label Mapleshade Records mitwirkte, u. a. für Clifford Jordan und Ran Blake. Gegenwärtig arbeitet Murphy mit seiner Formation Break Away, (Excursions und Exposé) mit Jere Carroll und Joel Futterman sowie erneut Larry Willis. 1997 spielte er erneut mit Parker und Spearman (Live at Fire in the Valley). 
Muphy war im Laufe seiner Karriere abseits der Avantgarde-Szene regelmäßig als Studio- und Tournee-Schlagzeuger aktiv, so u. a. für Tina Turner und die Band Journey.

## Diskographische Hinweise
- Suite of Winds (Black Saint, 1986)
- I Smell Witches (Orchard, 2000)
- Enarre (Cadence Jazz Records, 2002) mit Joel Futterman, Kash Killion
- The Trip (United Eye, 2006)
- Karen Borca & Paul Murphy: Entwined (2024)